# Command & Conquer: Generals - Zero Hour
Command & Conquer: Generals - Zero Hour је експанзија за рачунарску игру Command & Conquer: Generals.
Ова Експанзија је пуна новости и пружа нове могућности свакој страни (Светској ослободилачкој армији, Армији Кине и Армији Сједињених Америчких Држава). Такође постоји додатак: Борба Генерала у ком играч може одабрати генерала ћете играти (сваки генерал фаворизује одређену тактику и одређене типове јединица) и ратује против противничких генерала.

## Новине

### Јединице

#### Борбени мотор
Нови јединица Светске ослободилачке армије, чија јеглавнао одлика брзнаи. Возач може бити Муџахедин, Жармен Кел, терориста и др. Корисно поставити терористу као возача, пошто ће са великом брзином овог мотора много брже се приближити непријатељу и детонирати бомбу коју је поставио на себе.

#### Суперхакер
Нови хакер у Армији Кине који се појављује са унапређењем, брже краде новац са интернета и добија нову могућност: да напада непријатељска возила. Међутим, могуће га је изабрати само ако играти ако се одабере генерал Шин Ваи.

#### Митраљезац
Ратник Генерала Шин Ваија, који има ново оружје, митраљез (уместо обичне пушке). Појављује се са једним унапређењем, а може се преко Генералних моћи унапредити да се аутоматски појављује из бараке са два унапређења, односно као елита. Има и нову могућност, да пуца у ваздух.

#### Муџахедин са спрејем отрова
Ратник Генерала Доктора Тракса који добија оружје које прска смртоносни отров. Може се унапредити из црне берзе да прска гама-отров који је најотровнији у игри.

### Генерали
Свака страна добија по три генерала.

#### Светска ослободилачка армија
- Доктор Тракс - Савезник СОА који је специјализован за отрове и антракс које користи за готово било шта. СОА је донео знање Антракса које је иста искористила у борби против наводних неверника. У кампањи армије САД у последњој мисији бива убијен у борби против Американаца. Доктор Тракс у игри се приказује са марамом која му прекрива већину лица, а у његовој позадини су отровни гасови.
- Принц Казад - Генерал СОА који је специјализован у тактикама за скривање. Све њеове грађевине могу бите скривене од великог броја непријатеља. У игри бива поражен од стране СОА зато што се истој супротставио у њеном циљу да поново уједини своје војнике. Не зна се тачно да ли је убијен у бици или не.
- Родал Јухзис - Генерал СОА специјализован за експлозиве. Нема приступ антраксу и не може да скрива војнике и грађевине.

#### Армија Кине
- Генерал Та Хун Квај - Генерал Кине који је специјализован за тенкове. Пешадију и војну силу мора да плаћа више него други генерали. Његово име Та Хун Квај значи онај који је много брз.
- Генерал Цинг Ши Тао - Генерал Кине који је специјализован за нуклеарна оружја. Његово име Цинг Ши Тао значи чист камен.
- Генерал Шин Ваи - Генерал Кине који је специјализован за пешадију. Не може да гради тенкове, али зато може да гради веома јаку пешадију и јачу верзију Црног Лотоса. Играчи се не сукобљавају с њим у Борби Генерала.

#### Армија САД
- Генерал Алексис Александар - Генерал САД који је специјализован за оружја масовног уништења и за одбрамбена оружја.
- Генерал Малком Гренџер - Генерал САД који је специјализован за ваздушну силу. Има ојачане рапторе, али не може да гради артиљерију.
- Генерал Таунс - Генерал САД који је специјализован за ласере. Нема артиљерију.

## Кампање

### Армија САД
Кампања САД почиње поновним оживљавањем Светске ослободилачке армије и појавом новог генерала, Доктор Трекса, који планира да уништи Американце испаљујући четири ракете пуне отрова на њих. Прва мисија је у ствари освета за акцију СОА којом је уништена база САД.

## Везе
- Command & Conquer: Generals